# 俺たちスーパー・ポリティシャン めざせ下院議員!
『俺たちスーパー・ポリティシャン めざせ下院議員!』（おれたちスーパーポリティシャン めざせかいんぎいん、The Campaign）は、2012年のアメリカ合衆国のコメディ映画。監督はジェイ・ローチ、出演はウィル・フェレルとザック・ガリフィアナキスなど。地方の選挙区の下院議員選挙で争うことになった野心家の現職議員とお人好しの新人候補を描いている。
日本では劇場未公開だが、2014年11月4日にスター・チャンネルで放送された。

## ストーリー
2012年の下院議員選挙を前に、ノースカロライナ州の現職下院議員カム・ブレイディは人妻との不倫が明らかになり人気が急落、それまで彼を支援してきた地元の大物実業家であるモッチ兄弟は、ブレイディを見限り、地元の名士の次男坊で人柄は良いが冴えない男マーティ・ハギンズを対立候補に擁立する。モッチ兄弟に送り込まれた選挙参謀ワトリーの厳しい指導の下、マーティはブレイディと足の引っ張り合いとも言える醜い選挙戦を繰り広げる中で、徐々に人気を集めるようになるが、代わりに妻ミッツィとの関係はギクシャクしていく。そんな中、モッチ兄弟が地元の土地を中国に売り渡して大儲けを企んでいることを知ったマーティは、モッチ兄弟と縁を切る。これにより、モッチ兄弟の支援を受けることになったブレイディは人気を取り戻し、マーティの敗色が濃くなる。それでもマーティは最後まで諦めず、テレビCMを通じて自らの思いを伝えるが、選挙はブレイディの勝利に終わる。しかし、マーティの純粋な気持ちに心を動かされたブレイディは勝利演説において、自分がいかにダメな政治家だったかを告白するとともに、モッチ兄弟の不正を暴露、マーティに議員の座を譲ることを宣言する。半年後、晴れて下院議員となったマーティはブレイディを首席顧問に据え、議会でモッチ兄弟の不正を糾弾することになる。

## キャスト
- カム・ブレイディ: ウィル・フェレル - 民主党の現職下院議員。女好き。
- マーティ・ハギンズ: ザック・ガリフィアナキス - 共和党の下院議員候補。お人好しの善人。
- ミッチ・ウィルソン: ジェイソン・サダイキス - カムの選挙参謀。
- ローズ・ブレイディ: キャサリン・ラ・ナサ - カムの妻。
- ティム・ワトリー: ディラン・マクダーモット - マーティの選挙参謀。
- グレン・モッチ: ジョン・リスゴー - 地元の大物実業家。
- ウェイド・モッチ: ダン・エイクロイド - 地元の大物実業家。グレンの弟。
- レイモンド・ハギンズ: ブライアン・コックス - マーティの父親。地元の名士。
- ミッツィ・ハギンズ: サラ・ベイカー（英語版） - マーティの妻。

## 作品の評価
Rotten Tomatoesによれば、批評家の一致した見解は「政治風刺としては雑な作りで、選挙の年に期待するほど賢くも鋭くもないが、『俺たちスーパー・ポリティシャン めざせ下院議員!』はうまくマッチした主演2人のおかげで十分な数の笑いを生み出すことができている。」であり、206件の評論のうち高評価は66%にあたる136件で、平均点は10点満点中5.95点となっている。
Metacriticによれば、35件の評論のうち、高評価は12件、賛否混在は18件、低評価は5件で、平均点は100点満点中50点となっている。